# 圣斯特凡诺-达韦托
圣斯特凡诺-达韦托（義大利語：Santo Stefano d'Aveto）是意大利热那亚省的一个市镇。总面积55.4平方公里，人口1237人，人口密度22.3人/平方公里（2009年）。ISTAT代码为010056。